# Leonardo Della Bianca
Leonardo Della Bianca (Roma, 30 gennaio 2003) è un attore, doppiatore e musicista italiano.

## Biografia
Figlio dell’attrice e doppiatrice Patrizia Bracaglia e dell’attore Luca Della Bianca, mette per la prima volta piede in un set cinematografico a cinque anni e mezzo, partecipando al videoclip ‘A Canzuncella degli Alunni del Sole nel programma TV Ciak... si canta!. A sei anni recita in un episodio di Un caso di coscienza.
Nel 2011 interpreta Giacomo, un bambino autistico e disabile nel film di Ricky Tognazzi Il padre e lo straniero, presentato alla Festa del Cinema di Roma, accanto ad Alessandro Gassman, Ksenija Aleksandrovna Rappoport e Amr Waked. L’anno successivo è in Habemus Papam di Nanni Moretti, nella parte di Giulio, il figlio dei due psicoanalisti (Nanni Moretti e Margherita Buy). Seguono altre fiction, Sarò sempre tuo padre con Giuseppe Fiorello (regia di Lodovico Gasparini) e La vita che corre (regia di Fabrizio Costa).
Nel 2013 esce Il bambino cattivo di Pupi Avati dove recita la parte del protagonista, Brando, che gli vale il premio Sampietrino d’oro Young Talent. Nello stesso anno è Natoly, bambino adottato bielorusso, nel film per la TV La tempesta e, nel 2016, Tommy nella serie TV Non dirlo al mio capo.
Nel 2017 è uno dei protagonisti (Marco Roversi) di Sorelle con la regia di Cinzia TH Torrini. Mentre frequenta il liceo internazionale, recita in Nero a metà con Claudio Amendola. Durante gli studi superiori si unisce al Centro Nazionale Contro il Bullismo Bulli Stop, partecipando agli spettacoli del Teatro d’animazione pedagogico della professoressa Giovanna Pini, a dibattiti e a incontri nelle scuole.Diplomatosi in quatto anni, nel 2020 viene ammesso all’Accademia nazionale d'arte drammatica di Roma a soli 17 anni, l’allievo più giovane nella storia della prestigiosa scuola di recitazione (si diplomerà tre anni dopo con il massimo dei voti).
Nel 2022 è Francesco Alighieri in Dante (film) di Pupi Avati e, nel 2024, interpreta Alessandro Canino nella miniserie TV Hanno ucciso l'Uomo Ragno - La leggendaria storia degli 883.
Parallelamente alle esperienze cinematografiche, televisive e teatrali, lavora fin da piccolo nel doppiaggio di film, cartoni, serie TV (è la voce di Monkey D. Rufy in One Piece e videogiochi (Atreus (God of War) in God of War (videogioco 2018) e God of War Ragnarök).

### Attività musicale
Impegno in ambito musicale con lo pseudonimo di Upnea. Oltre ad aver pubblicato diversi pezzi sulle principali piattaforme, ha realizzato, con il rapper Meta, le musiche per lo spettacolo Il Male Sacro di Massimo Binazzi (regia di Antonio Latella, Festival di Spoleto, 2023.

## Filmografia

### Cinema
- Il padre e lo straniero, regia di Ricky Tognazzi (2010)
- Habemus Papam, regia di Nanni Moretti (2011)
- Dante, regia di Pupi Avati (2022)

### Televisione
- Un caso di coscienza – serie TV, episodio 4x03 (2009)
- Sarò sempre tuo padre – miniserie TV, regia di Lodovico Gasparini (2011)
- La vita che corre – miniserie TV, regia di Fabrizio Costa (2012)
- Il bambino cattivo – film TV, regia di Pupi Avati (2013)
- La Tempesta (ciclo Purché finisca bene) – film TV, regia di Fabrizio Costa (2013)
- La Madonna del Parto – film TV, regia di Alessandro Perrella (2013)
- Non dirlo al mio capo – serie TV, 4 episodi (2016)
- Sorelle – serie TV, 6 episodi (2017)
- Nero a metà – serie TV, episodio 2x05 (2020)
- Hanno ucciso l'Uomo Ragno - La leggendaria storia degli 883 – miniserie TV, regia di Sydney Sibilia (2024)

## Doppiaggio

### Film
- John Paul Ruttan in Una spia non basta, RoboCop[8]
- Levi Miller in Pan - Viaggio sull'isola che non c'è
- Judah Lewis in Demolition - Amare e vivere
- Steele Stebbins in Come ti rovino le vacanze
- Ed Oxenbould in The Visit
- Milo Parker in Mr. Holmes - Il mistero del caso irrisolto
- Andrew Barth Feldman in Saturday Night
- Thor Braun in L'apprendista mago
- Garrett Ryan in Oculus - Il riflesso del male
- Marcus Scribner in La lista dei fan**lo
- Lucius Hoyos in Awake
- Jim Caesar in Havoc
- Diego Mercado in Mixtape - Una cassetta per te
- Gabriel Weinstein in Trash
- Isaiah Fredericks in Piccole canaglie alla riscossa
- Darius Amarfio Jefferson in Go-Kart
- Brandon Spink in Mother's Day
- Wyatt Oleff in Guardiani della Galassia[9]
- Jeremy Chabriel in Partisan
- Edgar Kanyike in Queen of Katwe
- James Alexander Moule in Neverlake
- Teo Planell in Ma ma - Tutto andrà bene
- Ryan Brodie in Il viaggio di Fanny
- Jonas Hämmerle in Vicky il vichingo
- Jonas Hoff Oftebro in The Quake - Il terremoto del secolo
- Zamand Taha in Bekas - In viaggio per la felicità
- Ahmad Qassim in The Idol
- Oliver Osvald in The Teacher
- Sjur Vatne Brean in Out Stealing Horses - Il passato ritorna

### Film d'animazione
- Grifis da bambino in Berserk - L'epoca d'oro
- Sherman in Mr. Peabody e Sherman
- Tiago in Rio 2 - Missione Amazzonia
- Goro Makino in UFO Robot Gattaiger - La grande battaglia dei dischi volanti
- Manolo da bambino ne Il libro della vita
- Luc in Palle di neve
- Oscar in Nocedicocco - Il piccolo drago
- Uchida in Penguin Highway

### Serie TV
- Marcus Scribner in Black-ish, Grown-ish
- Iñaki Godoy in One Piece
- Griffin Gluck in Red Band Society
- Casey Simpson in Nicky, Ricky, Dicky & Dawn (st. 1-3)
- Maxim Knight in Falling Skies (st. 3)
- John Bell in Outlander
- Dylan Kingwell in Una serie di sfortunati eventi
- Luca Luhan in Danger Force
- Cade Sutton in Kirby Buckets
- Finn e Reid Predeger in Baby Geniuses - BSI
- Wilson Radjou-Pujalte in Hunter Street
- Ian Andrew in Friend Request - Scatti d'amore
- Jaren Lewison in Qualcosa di inaspettato
- Peter DaCunha in Segreti in famiglia

### Cartoni animati
- Coccolo in Seven and Me (st. 1)

### Videogiochi
- Atreus in God of War (2018),[10] God of War Ragnarök (2022)[11]

## Teatro
- Il Male Sacro, regia di Antonio Latella (2023-2024)
- La Fabbrica degli Attori, regia di Giacomo Bisordi (2024)

## Musica
- Keep Out Of The Reach Of Feelings, EP, 2020
- Come to London, singolo, 2020
- We Got Upnea, EP, 2021
- Come prima, singolo, 2021
- Oh nah, singolo, 2022
- Persi, EP, 2022
- Fly Away, singolo, 2023
- Mara (Official Soundtrack of Il Male Sacro), singolo, 2023
- Naked, singolo, 2023
- Voltati, singolo, 2023
- CORRE FAST, singolo, 2024
- Marisol (MOV session), singolo, 2024
- QUANDO APPASSISCONO, EP, 2025
- CONTROL, singolo, 2025